# Poggio San Lorenzo
Poggio San Lorenzo è un comune italiano di 556 abitanti della provincia di Rieti nel Lazio.

## Geografia fisica

### Clima
Classificazione climatica: zona E, 2183 GR/G

## Storia

### Simboli
Lo stemma e il gonfalone sono stati concessi con DPR del 9 febbraio 1990.

## Società

### Evoluzione demografica
Abitanti censiti

## Infrastrutture e trasporti

### Strade
Poggio San Lorenzo dista circa un chilometro e mezzo dalla Strada statale 4 Via Salaria, l'arteria che lo collega a Roma e al capoluogo Rieti. A breve distanza dal paese scorre inoltre la strada provinciale n. 43 "Salaria vecchia", il vecchio tracciato della Salaria.

### Ferrovie
Poggio San Lorenzo non è servito da alcuna linea ferroviaria. Il paese avrebbe dovuto essere collegato dalla Ferrovia Salaria (Roma-Rieti-Ascoli Piceno-San Benedetto del Tronto), che fu più volte progettata sin dalla fine dell'Ottocento ma mai realizzata.

## Amministrazione
Nel 1923 passa dalla provincia di Perugia in Umbria, alla provincia di Roma nel Lazio, e nel 1927, a seguito del riordino delle circoscrizioni provinciali stabilito dal regio decreto n. 1 del 2 gennaio 1927, per volontà del governo fascista, quando venne istituita la provincia di Rieti, Poggio San Lorenzo passa a quella di Rieti.
| Periodo | Periodo   | Primo cittadino     | Partito      | Carica  | Note |
| ------- | --------- | ------------------- | ------------ | ------- | ---- |
| 2004    | 2009      | Andrea Eleuteri     | lista civica | Sindaco |      |
| 2009    | 2014      | Andrea Eleuteri     | lista civica | Sindaco |      |
| 2014    | 2019      | Andrea Eleuteri     | lista civica | Sindaco |      |
| 2019    | in carica | Giovanni Vallocchia | lista civica | Sindaco |      |

### Altre informazioni amministrative
- Fa parte della XX Comunità Montana dei Monti Sabini